# Freight One
Freight One (russisch Первая грузовая компания, Perwaja grusowaja kompanija) ist das größte russische Eisenbahn-Transportunternehmen. Das Unternehmen besitzt 196.300 Güterwagen, was 16 % der Gesamtflotte Russlands entspricht.
Die RŽD gründete die Gesellschaft 2007, um mit einfacheren Tarifen und standardisierten Transportverträgen zu experimentieren. 2011 wurde das Unternehmen an die UCL Holding von Wladimir Lissin verkauft.
Nach fünf Betriebsjahren (2007–2012) wurde Freight One für 175 Milliarden Rubel an private Hände verkauft. Dieser Verkauf war und ist die größte Privatisierungstransaktion in der Russischen Föderation.